# Pierre Galin
Pierre Galin (Samatan, 16 de dezembro de 1786 - Bordeaux, 31 de agosto de 1821) foi um educador musical e teorico musical francês que tornou-se notório por desenvolver um método de notação musical que ficou conhecido como Sistema Galin-Paris-Chevé.

## Biografia
Galin estudou matemática e comércio e tornou-se professor de matemática em Bordeaux, em uma escola para crianças com dificuldades de fala e audição. Ele estudou música por conta própria, mas teve dificuldade em entender os livros de teoria musical, até descobrir o princípio Movable do solfège. Ele aconselhou o estudo separado do tom e do ritmo, e criou uma notação musical numerada semelhante à de Jean-Jacques Rousseau, embora ele recomendasse que os alunos aprendessem a notação pessoal também.
Em 1817 estabeleceu em Bordeaux cursos especiais para o ensino inicial da música segundo a sua própria metodologia. Após o sucesso do ensino em Bordeaux, mudou-se para Paris, onde liderou um grupo de estudantes entusiasmados, especialmente Aimé Paris.
Mesmo doente, continuou lecionando até a morte. Está sepultado no Cemitério Père Lachaise .

## Sistema Galin-Paris-Chevé de notação musical
Galin desenvolveu um método de notação musical com o objetivo de simplificar o ensino da música. Este método foi chamado por ele de Méloplaste, e foi descrito na obra Exposition d'une nouvelle méthode pour l'enseignement de la musique (Bordeaux et Paris, 1818). Este método, que se baseia na ideia dos escritos tonais numéricos de Jean-Jacques Rousseau e no qual o estudo do ritmo é separado do da entoação. O Méloplaste é uma espécie de pauta sem clave, mas apenas com uma tônica indicada, a partir da qual apontava melodias com uma vareta para os alunos cantarem. Para o ritmo, ele defendia um cronometrista, uma tabela de valores de notas todos claramente relacionados a uma única unidade, o que deixa claros os padrões acentuais.
Apesar de ter sido descrito na obra Exposition d'une nouvelle méthode pour l'enseignement de la musique, Galin morreu sem publicar uma explicação completa de suas ideias. Aimé Paris decidiu dedicar-se a divulgar o que sabia dos métodos de Galin, com algumas pequenas modificações. Émile-Joseph-Maurice Chevé, que havia casado com a irmã de Aimé, ajudou-o a difundir e aperfeiçoar o método. Por conta disso, o método ficou conhecido como Sistema Galin-Paris-Chevé de notação musical.
Outras publicações sobre o método foram creditadas por seus alunos Edouard Jue, Philippe de Geslin e Aime Lemoine. Aime Lemoine ensinou de acordo com seu método, republicou o trabalho de Galin sob o título "Methode du Meloplaste", 1831. 
Mais tarde, o método Galin de Méloplaste foi aperfeiçoado por E. Sheve e foi chamado de método Galin-Sheve.

## Trabalhos publicados
- Exposition d'une nouvelle méthode pour l'enseignement de la musique (em arquivo)